# Słone Łąki w Pełczyskach
Słone Łąki w Pełczyskach este o arie protejată (sit de importanță comunitară — SCI) din Polonia întinsă pe o suprafață de 37,03 ha, integral pe uscat.

## Localizare
Centrul sitului Słone Łąki w Pełczyskach este situat la coordonatele 51°58′42″N 19°14′30″E / 51.9783°N 19.2418°E.

## Înființare
Situl Słone Łąki w Pełczyskach a fost declarat sit de importanță comunitară în octombrie 2009 pentru a proteja un număr necunoscut de specii din flora spontană și fauna sălbatică aflate în arealul zonei.

## Biodiversitate
Situată în ecoregiunea continentală, aria protejată conține 1 habitat natural: Pășuni continentale udate de apa mării.
La baza desemnării sitului se află un număr nedeclarat de specii protejate.
Pe lângă speciile protejate, pe teritoriul sitului au mai fost identificate 6 specii de plante.